# Myoadenylatdesaminase-Mangel
Der Myoadenylatdesaminase-Mangel (MAD-Mangel, Myoadenylate Deaminase Deficiency, MADD) ist eine autosomal rezessiv erbliche Erkrankung, die ungefähr 1–2 % der europäischen Bevölkerung betrifft. Sie ist damit die häufigste bekannte Stoffwechselerkrankung der Skelettmuskulatur.
Diese muskuläre Form des Adenosinmonophosphat-Desaminase-Mangels wird durch homozygote Nullallele im Gen AMPD1 hervorgerufen, das für die AMP-Desaminase Typ 1 kodiert und dessen häufigste bekannte Nullmutation c.34C>T, p.Q12* ist. Allerdings sind diese und ähnliche biallelische Genotypen in AMPD1 nicht voll penetrant, so dass ein hoher Anteil der Patienten, die biallelische Nullallel-Mutationen tragen, keine klinischen Symptome aufweisen. Wegen der unvollständigen Penetranz der homozygoten Nullallele ist die klinische Bedeutung seit der Erstbeschreibung 1978 noch immer nicht genau bekannt und wissenschaftlich umstritten.

## Biochemie der Myoadenylatdesaminase
Die Myoadenylatdesaminase (AMP-Desaminase 1, AMPD1) ist eine genomische Isoform der AMP-Desaminasen, d. h. eine der drei paralogen AMP-Desaminasen im menschlichen Genom. Diese sind Enzyme, die durch sog. hydrolytische Desaminierung im Purinnukleotidzyklus der menschlichen Skelettmuskulatur die Bildung von IMP aus AMP unter Bildung von Ammoniak und Wasser katalysieren. Die genaue Bedeutung des Purinnukleotidzyklus im Energiestoffwechsel, dem Purine unterliegen, ist bislang nicht vollständig geklärt.

## Ursachen des MADD
Üblich ist die Unterscheidung zwischen drei Formen eines MADD:
- Ein primärer MADD wird durch biallelische (d. h. homozygote oder compound heterozygote) Mutationen im AMPD1-Gen verursacht (zwei Nullallele mit Funktionsverlust des Proteins, engl. "loss-of-function", LOF),
- ein sekundärer MADD ist Folge einer schweren Muskelschädigung, beispielsweise bei fortgeschrittenen Muskeldystrophien, ohne Nachweis von Veränderungen im Erbgut,
- bei koinzidentem MADD liegen gleichzeitig ein durch Mutationen verursachter MADD und eine andere Muskelerkrankung vor, ohne dass ein erkennbarer Zusammenhang bestünde.

Der MADD ist nach heutigem Kenntnisstand nicht mit anderen Muskelerkrankungen vergesellschaftet. Ein in der Vergangenheit vermuteter Zusammenhang mit maligner Hyperthermie konnte in späteren Untersuchungen nicht aufrechterhalten werden.

## Genetik des MADD
1992 gelang Morisaki et al. die Entdeckung von homozygoten Mutationen mit Funktionsverlust im AMPD1-Gen auf Chromosom 1p als Ursache der primären MADD. Die häufigste festgestellte Mutation war die Transition c.34C>T im Exon 2, Codon 12 des AMPD1-Gens, die zur Einführung des vorzeitigen Stopcodons p.Q12* in das MAD-Protein führt. Bei Berücksichtigung des aktuellen kanonischen Transkriptes ENST00000520113.2 des AMPD1-Gens wird diese Mutation heutzutage als c.133C>T, p.Q45* bezeichnet. Dieses vorzeitige Stop-Codon hat zur Folge, dass es bei der Translation zur Bildung eines stark verkürzten und wirkungslosen MAD-Proteins kommt, das aus nur 11 Aminosäuren besteht, verglichen mit 747 Aminosäuren eines normalen, gesunden Enzyms.
Vereinzelt wurde ein MADD bei zusammengesetzter Heterozygotie („compound heterozygosity“) beobachtet: die Mutation c.34C>T liegt hierbei nur auf einem Allel vor, auf dem zweiten Allel, liegt eine andere Mutation, die ebenfalls zu einem Nullallel führt: es wird in diesem Fall ebenfalls von keinem der beiden Allele ein wirksames Enzym synthetisiert. Als weitere loss-of-function Mutationen neben c.133C>T wurden seltene Mutationen wie c.468G>T (Exon 5), c.53G>A, c.405delT, c.1721G>A u. a. festgestellt werden.

## Klinik des MADD
Die klinische Symptomatik bei primärem Myoadenylatdesaminase-Mangel, wie erstmals 1978 beschrieben von William N. Fishbein am amerikanischen AFIP, umfasst im typischen Fall belastungsbedingte Muskelschwäche, Muskelschmerzen und Krämpfe, bevorzugt in den stammnahen Muskelgruppen wie Oberarmen und Oberschenkeln. Die Symptome allerdings variieren ganz erheblich bei Betroffenen: während, wie bei der Erstentdeckung des MADD als Erkrankung, manche Patienten ganz erheblich an derartigen Beschwerden leiden, wird in wissenschaftlichen Veröffentlichungen von zahlreichen Personen berichtet, die keinerlei oder nur sehr geringe Symptome angeben. In vielen Fällen bleibt der MADD völlig asymptomatisch, auch die Leistungsfähigkeit ist nicht eingeschränkt. Dementsprechend ist bis heute die klinische Bedeutung des MADD mehrdeutig, wurde vielfach untersucht und mitunter kontrovers diskutiert.

## Diagnosestellung

### Ischämischer Belastungstest
Die Verdachtsdiagnose kann mittels eines ischämischen Belastungstestes (ischaemic forearm exercise test, IFET oder auch LAER-Test, lactate ammonia exercise ratio) erhärtet werden. Die Durchführung erfolgt, indem der Proband nach Unterbindung der Blutzufuhr am Oberarm etwa durch eine Blutdruckmanschette mehrfach für einen festgelegten Zeitraum gegen einen Widerstand, etwa einen Schaumstoffball, die Faust schließt, wodurch im Bereich der Unterarmmuskulatur ein anaerober Stoffwechsel provoziert wird: bei positiver Diagnose wird in aus einer Ellenbeugenvene entnommenem Blut ein nur geringer Ammoniakanstieg verzeichnet, Folge der annähernd vollständig unterbundenen AMP-Desaminierung. Der Anstieg der Lactatkonzentration als Ausdruck der Aktivität von Glykogenolyse und Milchsäuregärung fällt normal aus. In aller Regel kann mit sehr hoher Spezifität und Sensitivität ein MADD belegt werden, wenngleich das Verfahren in der diagnostischen Sicherheit der Kombination aus biochemischer und humangenetischer Untersuchung unterlegen ist. Der Ammoniakanstieg beträgt beim Gesunden in jedem Fall mehr als 0,4 %, normalerweise 1–3 % des Lactatanstiegs, während bei vorliegendem MADD der Wert stets unterhalb dieses Niveaus liegt.

### Muskelbiopsie

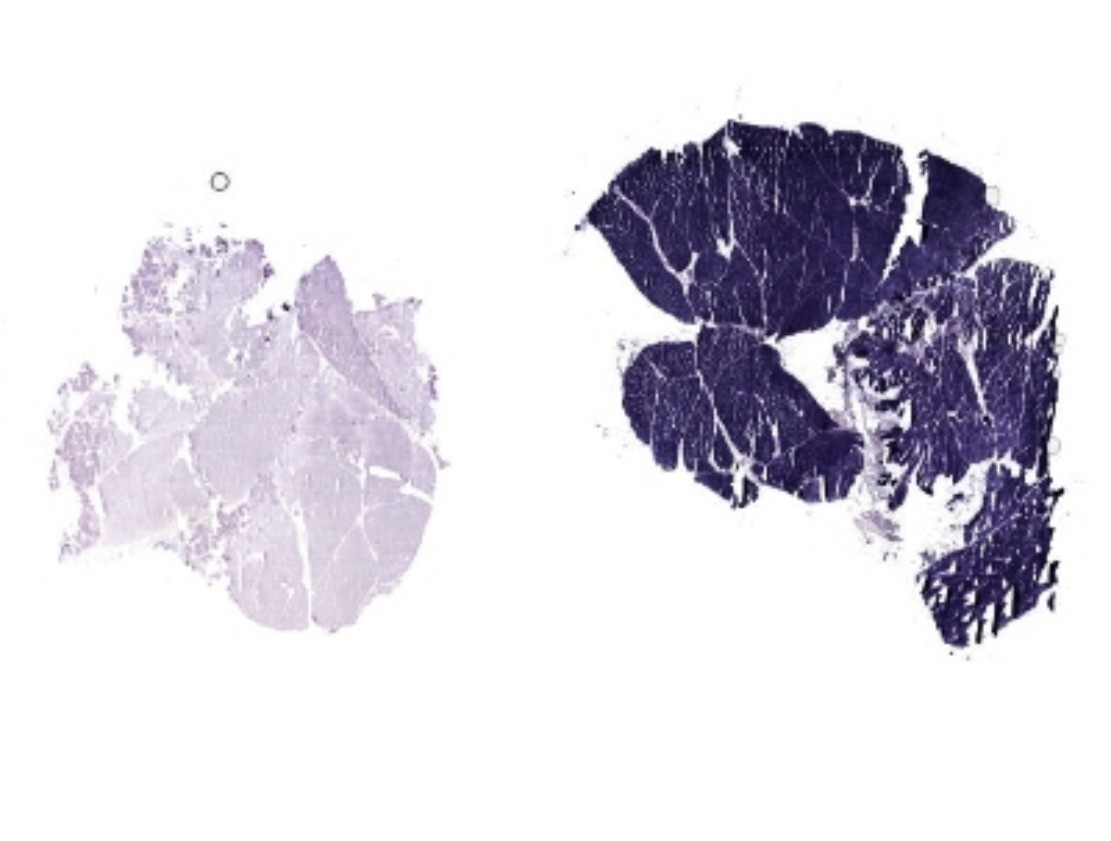
Fehlende enzymatische Färbung bei MAD-Mangel (links) und zum Vergleich normal gefärbter Muskel als Kontrolle (rechts)

An einer Muskelbiopsie kann durch enzymhistochemische Bestimmung der Myoadenylatdesaminase-Aktivität die Verdachtsdiagnose bestätigt werden.

### Genetische Untersuchungen
Zunehmend etabliert sich der Nachweis der bekannten Mutationen mittels DNA-Extraktion aus weißen Blutkörperchen (Leukozyten) gefolgt von einer PCR und einer DNA-Sequenzierung der entsprechenden Region von AMPD1.

## Prognose der Erkrankung
Die Symptome treten bei Betroffenen mit erheblichen Unterschieden auf, sowohl bezüglich des Manifestationsalters als auch in der Ausprägung. In etwa 50 % aller Fälle entwickelt sich eine klinische Symptomatik nur unter äußerster anaerober Muskelarbeit oder zeitlebens nie. Die Symptomatik ist meist nicht progredient; nur eine kleine Anzahl von Patienten ist erheblich beeinträchtigt. Schwere Verläufe kommen nicht vor, eine eingeschränkte Lebenserwartung ist nicht zu erwarten. Hinweise auf eine Auswirkung des MADD auf den Verlauf von Schwangerschaft und Geburt fehlen ebenfalls.
Dennoch: wenngleich der Krankheitsverlauf meist milder Natur ist, führt die Erkrankung bei einer Anzahl von Patienten zu erheblichen Beeinträchtigungen; in nicht wenigen Fällen verursacht die Erkrankung nach anfänglich langsam nachlassender Belastbarkeit einen zunehmenden Leistungsverfall.
Problematisch bei der Beurteilung der Bedeutung des Enzymmangels ist seit dessen Erstbeschreibung, dass nicht klar ist, inwieweit Symptome, die Menschen mit nachgewiesenem MADD wahrnehmen, auch tatsächlich auf den Mangel an Myoadenylatdesaminase zurückzuführen sind. Eine Aussage, wer und aus welchen Gründen von Symptomen betroffen ist oder mit deren Entwicklung rechnen muss, kann bis heute nicht gemacht werden.

### Behandlung
Eine Gabe von Ribose (ein Einfachzucker) vor körperlicher Belastung kann die Leistungsfähigkeit verbessern. Jedoch hält die Wirkung nur kurz an, und es ist schwierig, um Durchfall zu vermeiden, aber dennoch eine Wirkung zu erzielen, eine optimale Dosis zu finden.